# Dekanat Märkisches Sauerland
Das Dekanat Märkisches Sauerland ist ein Dekanat der römisch-katholischen Kirche im Erzbistum Paderborn. Es umfasst 5 Pastoralverbünde mit 17 Pfarreien und 13 Pfarrvikarien der Städte Iserlohn, Menden, Hemer und Balve sowie einen Teil der Stadt Neuenrade. Der Sitz des Dekanats liegt im Haus Hemer, amtierender Dechant ist Pfarrer Andreas Schulte aus dem Pastoralverbund Balve-Hönnetal. Das Dekanat entstand zum 1. Juli 2006 aus den ehemaligen Dekanaten Iserlohn und Menden. In den Pastoralverbünden leben ca. 72.000 Gemeindemitglieder, die Mitarbeiterzahl liegt bei 47.
Bis 2007 gehörte die Gemeinde St. Theresia in Evingsen zum Dekanat Märkisches Sauerland, ehe sie der Pfarrei St. Matthäus im Dekanat Altena-Lüdenscheid, Bistum Essen zugeordnet wurde.
Das Dekanat betreibt einige caritative Einrichtungen wie die Kleiderläden „Carichic“ in Hemer, „CariChic“ in Iserlohn, den Sozialmarkt (Essenstisch, Kleiderkammer, Hausrat, Lebensmittel) in Menden und die Essensausgabe „CariTasche“ in Hemer und Iserlohn.

## Liste der Pfarrkirchen und Filialkirchen
| Bild                     | Kirche                   | Ort                     | Pastoralverbund oder Gesamtpfarrei | Bemerkungen                                                                             |
| ------------------------ | ------------------------ | ----------------------- | ---------------------------------- | --------------------------------------------------------------------------------------- |
| St. Antonius Einsiedler  | St. Antonius Einsiedler  | Balve-Eisborn           | Balve-Hönnetal                     | Pfarrei                                                                                 |
| St. Barbara              | St. Barbara              | Balve-Mellen            | Balve-Hönnetal                     | Pfarrvikarie                                                                            |
| St. Blasius              | St. Blasius              | Balve                   | Balve-Hönnetal                     | Sitz des Pastoralverbundes                                                              |
| St. Nikolaus             | St. Nikolaus             | Balve-Beckum            | Balve-Hönnetal                     | Pfarrei                                                                                 |
| Christkönig              | Christkönig              | Hemer-Oberhemer         | St. Vitus Hemer                    | Filialkirche                                                                            |
| St. Bonifatius           | St. Bonifatius           | Hemer-Sundwig           | St. Vitus Hemer                    | Filialkirche                                                                            |
| St. Marien               | St. Marien               | Hemer-Bredenbruch       | St. Vitus Hemer                    | Filialkirche                                                                            |
| St. Peter und Paul       | St. Peter und Paul       | Hemer-Niederhemer       | St. Vitus Hemer                    | Pfarrkirche der Gesamtpfarrei St. Vitus und Sitz des Pastoralverbundes und des Dekanats |
| St. Petrus Canisius      | St. Petrus Canisius      | Hemer-Westig            | St. Vitus Hemer                    | Filialkirche                                                                            |
| Heilig-Geist-Kirche      | Heilig Geist             | Iserlohn                | Iserlohn                           |                                                                                         |
| Heiligste Dreifaltigkeit | Heiligste Dreifaltigkeit | Iserlohn                | Iserlohn                           |                                                                                         |
| St. Aloysius             | St. Aloysius             | Iserlohn                | Iserlohn                           | Sitz des Pastoralverbundes                                                              |
| Herz-Jesu-Kirche         | Herz Jesu                | Iserlohn-Hennen         | Iserlohn                           | Pfarrvikarie                                                                            |
| St. Gertrudis            | St. Gertrudis            | Iserlohn-Sümmern        | Iserlohn                           | Pfarrei                                                                                 |
| St. Hedwig               | St. Hedwig               | Iserlohn                | Iserlohn-Schapker Tal              |                                                                                         |
| St. Josef                | St. Josef                | Iserlohn                | Iserlohn-Schapker Tal              |                                                                                         |
| Christkönig              | Christkönig              | Menden-Hüingsen         | Menden                             | Pfarrvikarie                                                                            |
| Maria Frieden            | Maria Frieden            | Menden-Oberrödinghausen | Menden                             | Pfarrvikarie                                                                            |
| St. Josef                | St. Josef                | Menden-Lendringsen      | Menden                             | Pfarrei                                                                                 |
| Herz Jesu                | Herz Jesu                | Iserlohn-Grüne          | Letmathe                           |                                                                                         |
| St. Mariä Himmelfahrt    | Mariä Himmelfahrt        | Iserlohn-Oestrich       | Letmathe                           | Pfarrei                                                                                 |
| St. Josef                | St. Josef                | Iserlohn-Stübbeken      | Letmathe                           | Pfarrvikarie                                                                            |
| St. Kilian               | St. Kilian               | Iserlohn-Letmathe       | Letmathe                           | Sitz des Pastoralverbundes                                                              |
| Heilig Kreuz             | Heilig Kreuz             | Menden                  | Menden                             | Pfarrei                                                                                 |
| St. Aloysius             | St. Aloysius             | Menden-Oesbern          | Menden                             | Pfarrvikarie                                                                            |
| St. Paulus               | St. Paulus               | Menden-Lahrfeld         | Menden                             | Pfarrvikarie                                                                            |
| St. Vincenz              | St. Vincenz              | Menden                  | Menden                             | Sitz des Pastoralverbundes                                                              |
| Mariä Heimsuchung        | Mariä Heimsuchung        | Menden-Schwitten        | Menden                             | Pfarrvikarie                                                                            |
| St. Antonius Einsiedler  | St. Antonius Einsiedler  | Menden-Halingen         | Menden                             | Pfarrvikarie                                                                            |
| St. Johannes Baptist     | St. Johannes Baptist     | Menden-Barge            | Menden                             | Pfarrvikarie                                                                            |
| St. Maria Magdalena      | St. Maria Magdalena      | Menden-Bösperde         | Menden                             | Pfarrei                                                                                 |
| St. Marien               | St. Marien               | Menden-Platte Heide     | Menden                             | Pfarrei                                                                                 |
| St. Walburgis            | St. Walburgis            | Menden                  | Menden                             | Pfarrei                                                                                 |
| Hl. Drei Könige          | Hl. Drei Könige          | Balve-Garbeck           | Balve-Hönnetal                     | Pfarrei                                                                                 |
| St. Agatha               | St. Agatha               | Neuenrade-Blintrop      | Balve-Hönnetal                     | Pfarrvikarie                                                                            |
| St. Georg                | St. Georg                | Neuenrade-Küntrop       | Balve-Hönnetal                     | Pfarrvikarie                                                                            |
| St. Johannes Baptist     | St. Johannes Baptist     | Balve-Langenholthausen  | Balve-Hönnetal                     | Pfarrvikarie                                                                            |
| St. Lambertus            | St. Lambertus            | Neuenrade-Affeln        | Balve-Hönnetal                     | Pfarrei                                                                                 |